# Dermochelyidae
Dermochelyidae este o familie de broaște țestoase.